# Ogólnopolski Konkurs Poetycki im. Zygmunta Krukowskiego

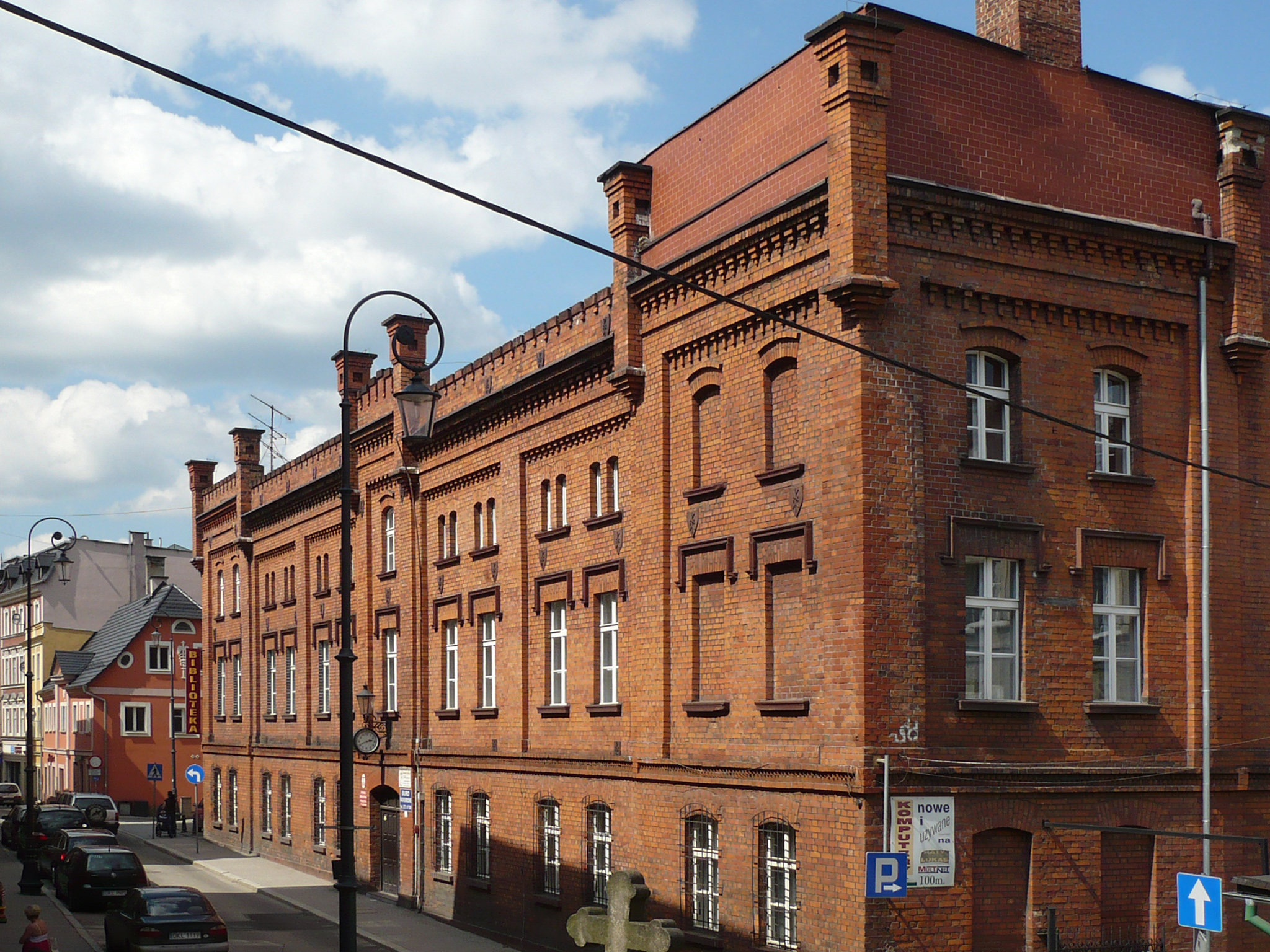
MBP w Nowej Rudzie

Ogólnopolski Konkurs Poetycki im. Zygmunta Krukowskiego – ogólnopolski konkurs poetycki odbywa się od 2015 r. w ramach Noworudzkich Spotkań z Poezją, organizowanych przez Miejską Bibliotekę Publiczną i Noworudzki Klub Literacki Ogma w Nowej Rudzie. Jury w składzie: Tomasz Leśniowski, Karol Maliszewski, Antoni Matuszkiewicz (2015), Bogusław Michnik (od 2016).
W latach 1997–2009 odbywał się Ogólnopolski Konkurs Poetycki o Laur Kosmicznego Koperka.
W dotychczasowej historii Noworudzkich Spotkań z Poezją miały miejsce następujące edycje OKP im. Zygmunta Krukowskiego:

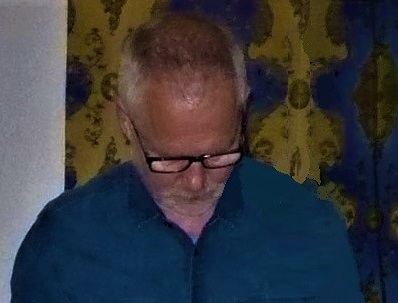
Czesław Markiewicz, I nagroda (2015)
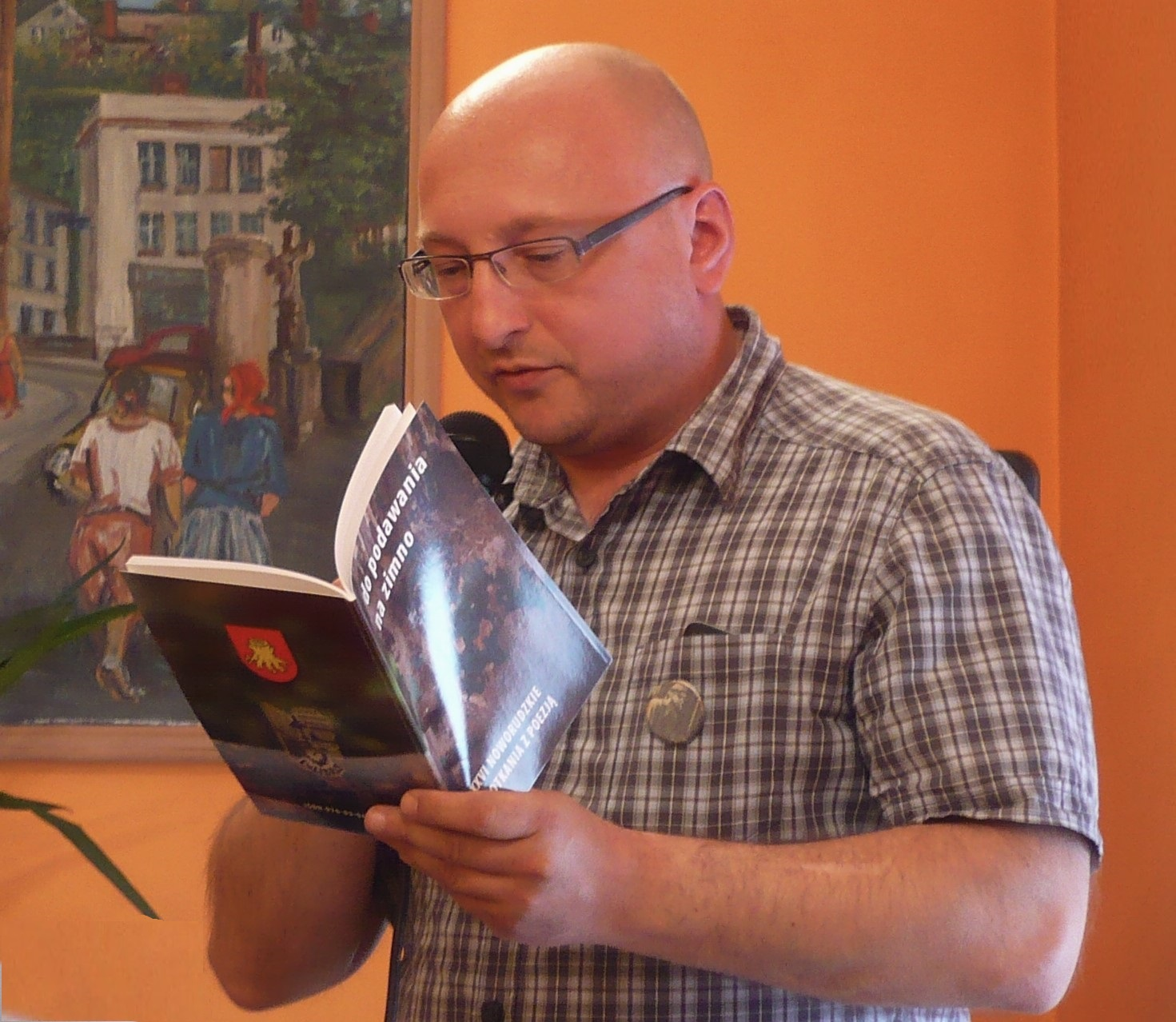
Marcin Królikowski, I nagroda (2016)
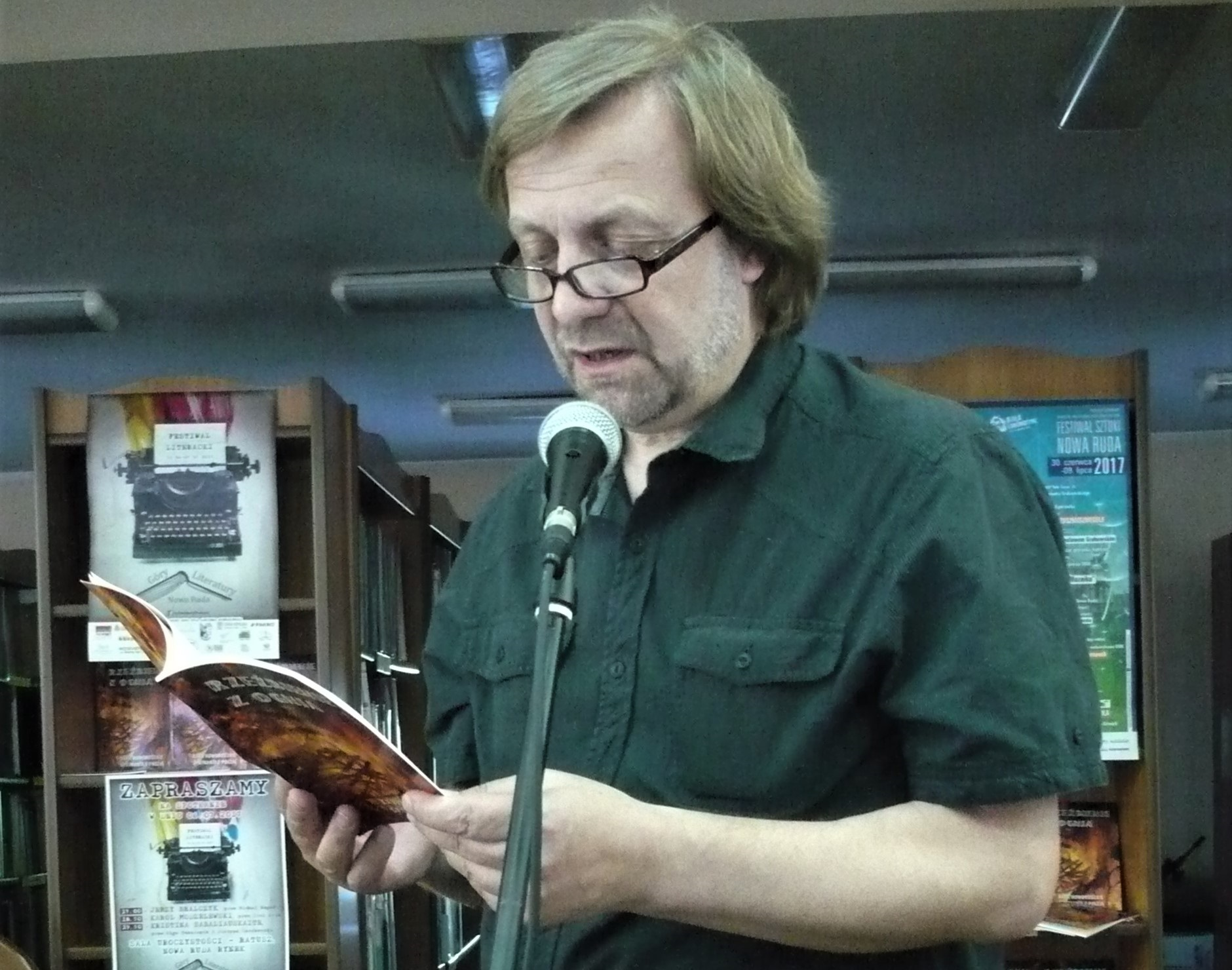
Piotr Zemanek, II nagroda (2017)
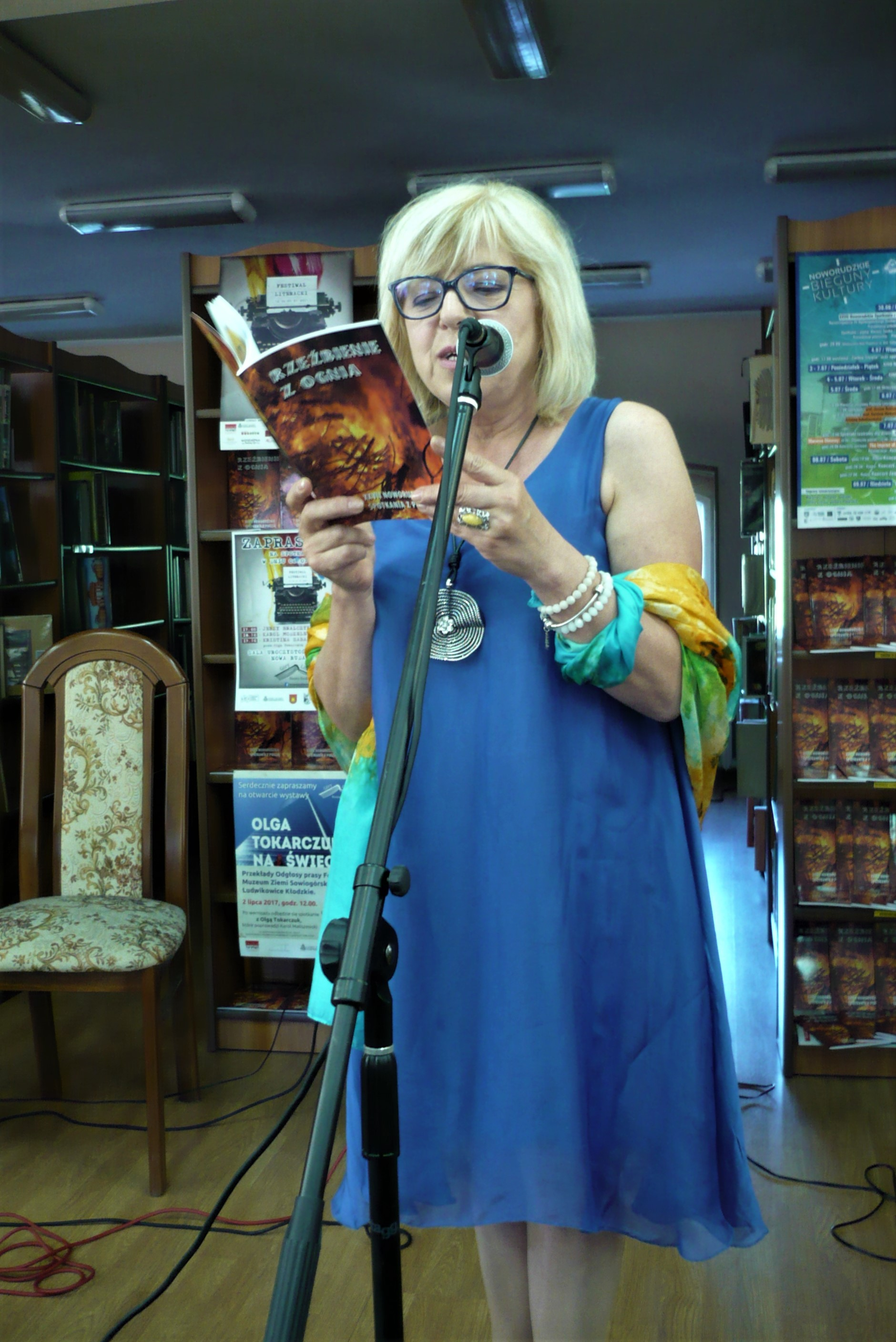
Zofia Mikuła, III nagroda (2017)
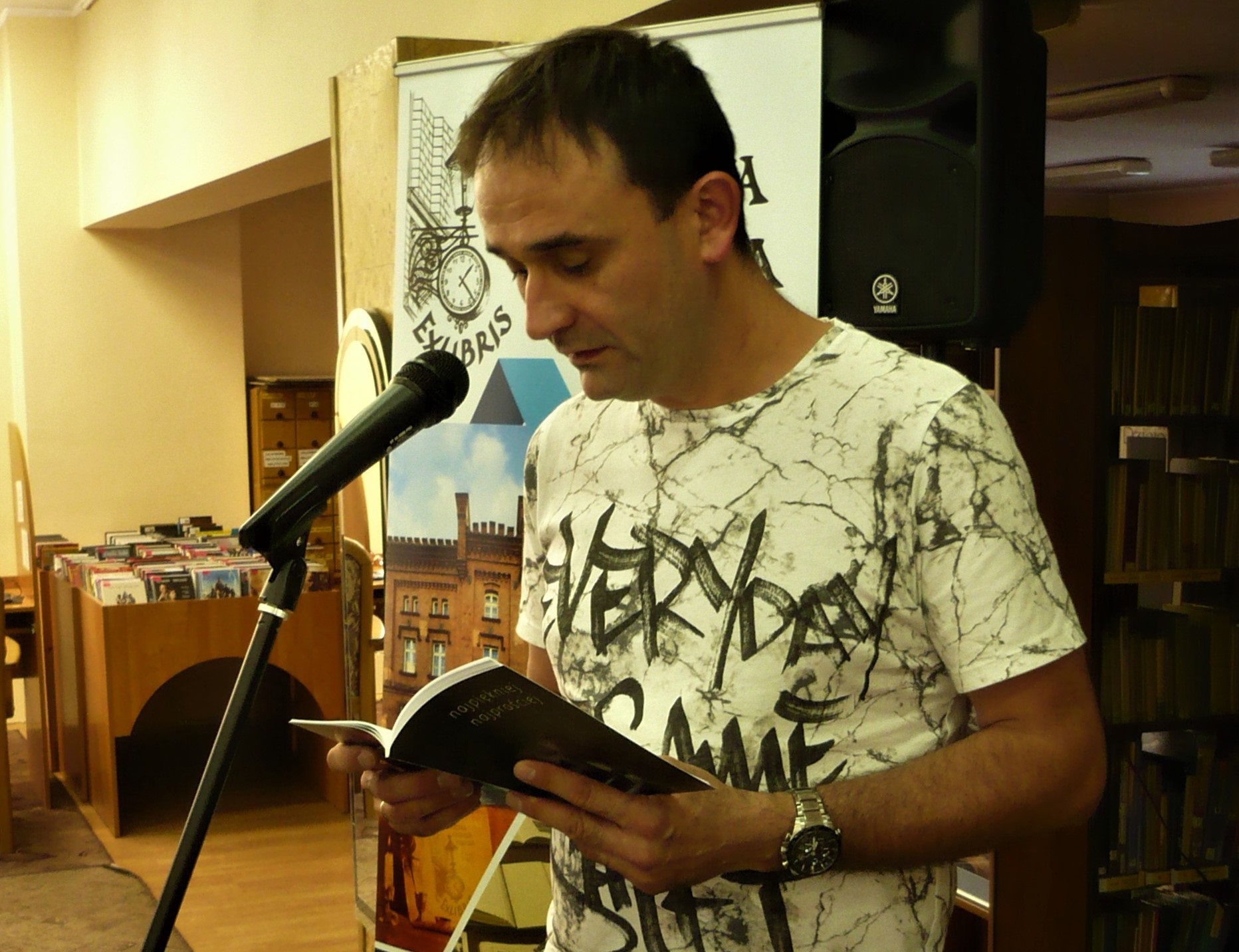
Piotr Piątek, I nagroda (2018)
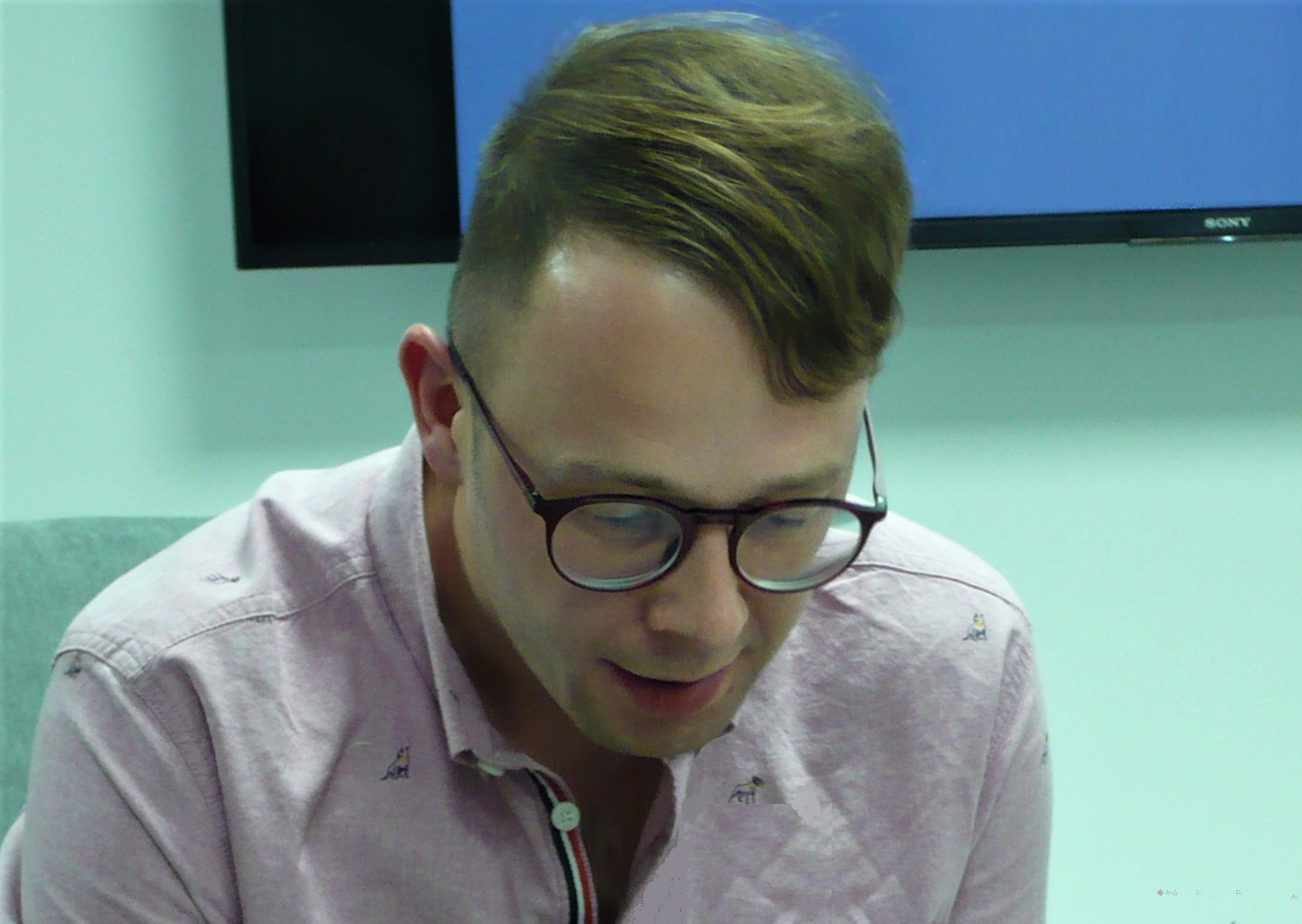
Marcin Bies, I nagroda (2019)
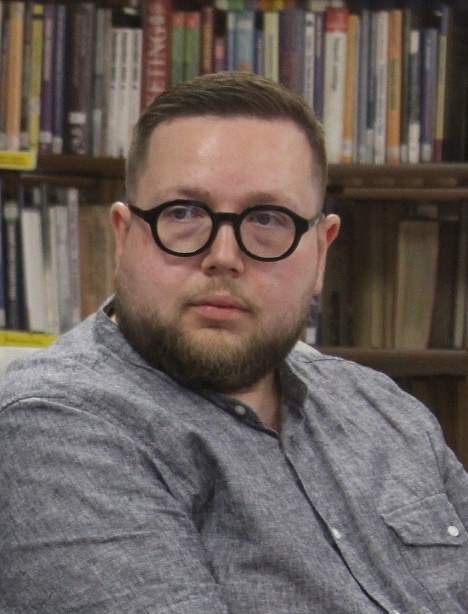
Adrian Korlacki I nagroda (2020)

## I–IX edycja, 2015–2023
Na I edycję w 2015 wysłano 126 zestawów – 630 wierszy.
Werdykt:
- I nagroda: Czesław Markiewicz z Zielonej Góry,
- II nagroda: Miłosz Anabell z Warszawy,
- II nagroda: Anna Grabowska z Joinville-le-Pont (Francja),
- III nagroda: Magdalena Sakowska z Wałbrzycha.

Na II edycję w 2016 wysłano 160 zestawów – 800 wierszy.
Werdykt:
- I nagroda: Marcin Królikowski z Warszawy,
- II nagroda: Ewa Włodarska z Tykocina,
- III nagroda: Tomasz Smogór z Kłodzka,
  - wyróżnienia:
  - Mirosław Gabryś z Cieszyna
  - Maciej Kotłowski z Wejherowa.

Na III edycję w 2017 wysłano 140 zestawów – 700 wierszy.
Werdykt:
- II nagroda: Piotr Zemanek z Bielska-Białej
- III nagroda: Zofia Mikuła z Warszawy
- III nagroda: Paulina Pidzik z Krakowa

Na IV edycję w 2018 wysłano 167 zestawów – 835 wierszy.
Werdykt:
- I nagroda: Piotr Piątek z Kołobrzegu
- II nagroda: Dominika Dymińska z Warszawy
- III nagroda: Magdalena Cybulska z Łodzi
- III nagroda: Anna Piliszewska z Wieliczki

Na V edycję w 2019 wysłano 165 zestawów – 825 wierszy.
Werdykt:
- I nagroda: Marcin Bies z Mikołowa, 1500 zł
- II nagroda: Marzena Jaworska z Warszawy, 1000 zł
- III nagroda: Mirosław Gabryś z Cieszyna, 500 zł

Na VI edycję w 2020 wysłano 201 zestawów – 1005 wierszy.
Werdykt:
- I nagroda: Adrian Korlacki z Krakowa, 1200 zł
- II nagroda: Czesław Markiewicz z Zielonej Góry, 800 zł
- III nagroda: Dagmara Kacperowska z Kłodzka, 600 zł
  - wyróżnienia:
  - Agnieszka Marek z Bielska–Białej, 300 zł
  - Wojciech Roszkowski z Nowego Sącza, 300 zł

Na VII edycję w 2021 wysłano 149 zestawów – 745 wierszy.
Werdykt:
- I nagroda: Radosław Medard z Krakowa, 1500 zł
- II nagroda: Tomasz Smogór z Kłodzka, 1000 zł
- III nagroda: Agnieszka August-Zarębska z Wrocławia, 500 zł

Na VIII edycję w 2022 wysłano 198 zestawów – 990 wierszy.
Werdykt:
- I nagroda: Dawid Zalewski z Velp (Holandia) – 1500 zł
- II nagroda: Kamil Plich z Lubeki (Niemcy) – 1000 zł
- III nagroda: Anna Rosłoniec (Anna Wierzbicka) z Warszawy – 500 zł

Na IX edycję w 2023 wysłano 246 zestawów – 1230 wierszy.
- I nagroda: Marzena Jaworska (godło Monolit) z Warszawy – 1500 zł
- II nagroda: Ewelina Cis (EEHC) z Warszawy – 1000 zł
- III nagroda: Róża Zalewska (Grafit) z Alphen (Holandia) – 500 zł[1]

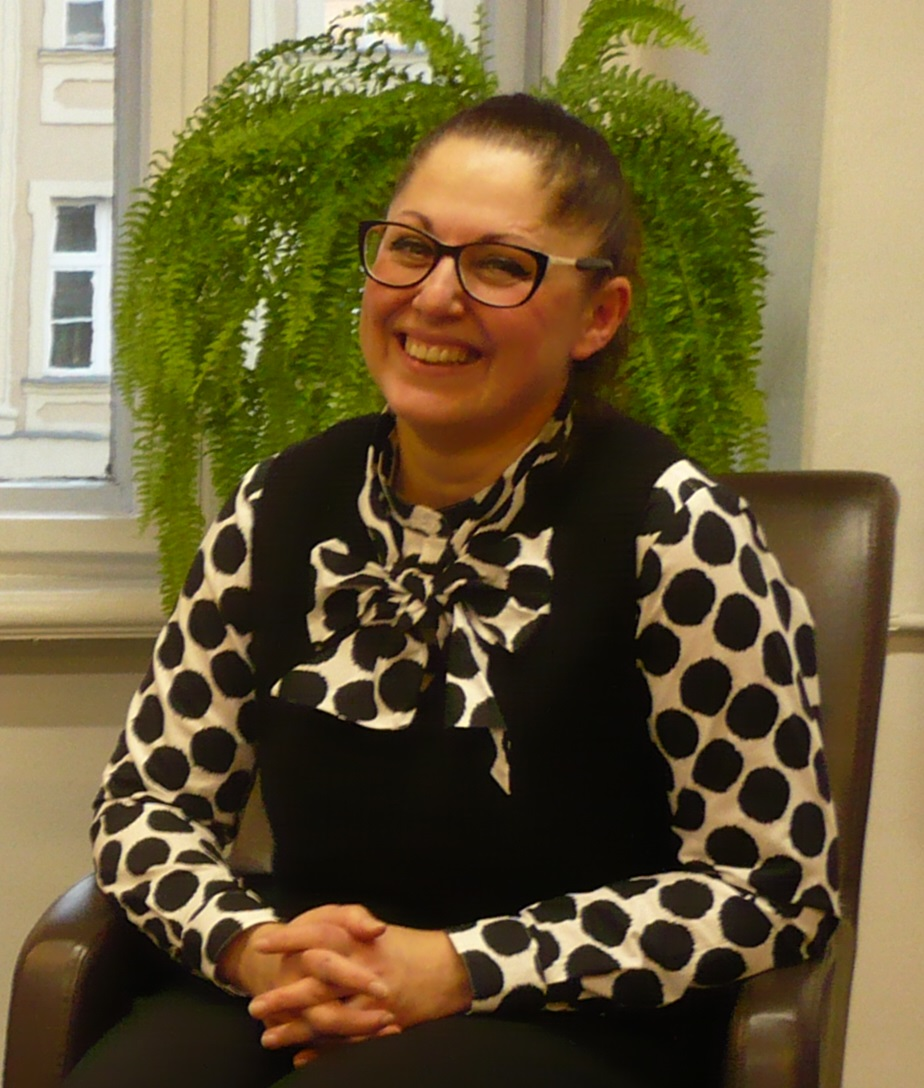
D. Kacperowska, III nagroda (2020)
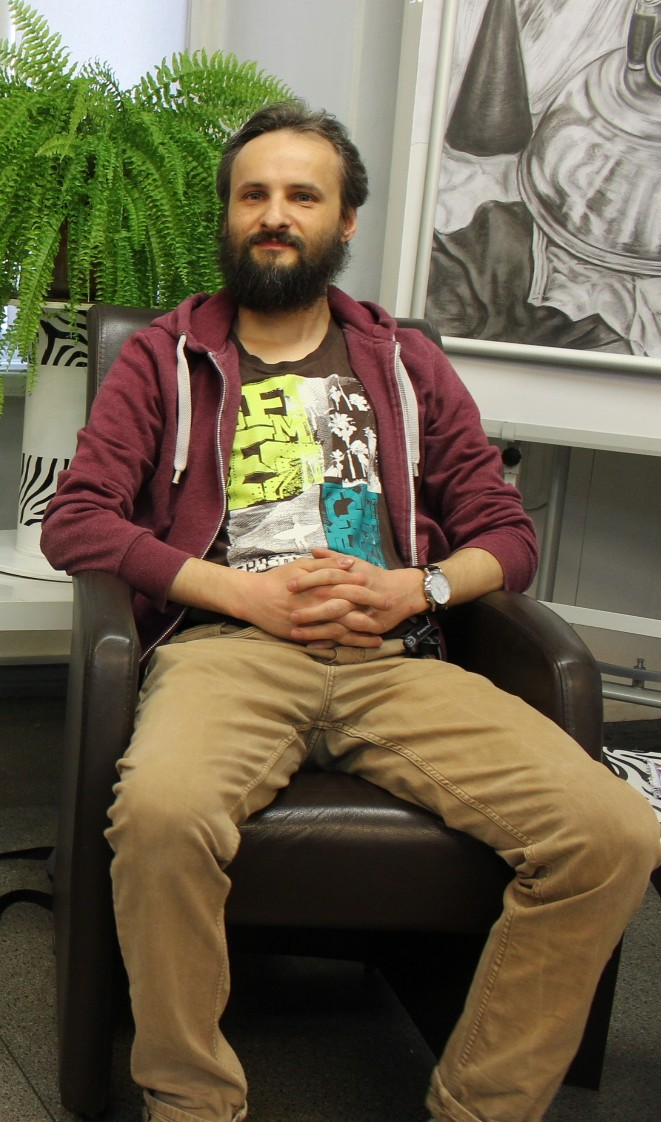
Tomasz Smogór, II nagroda (2021)
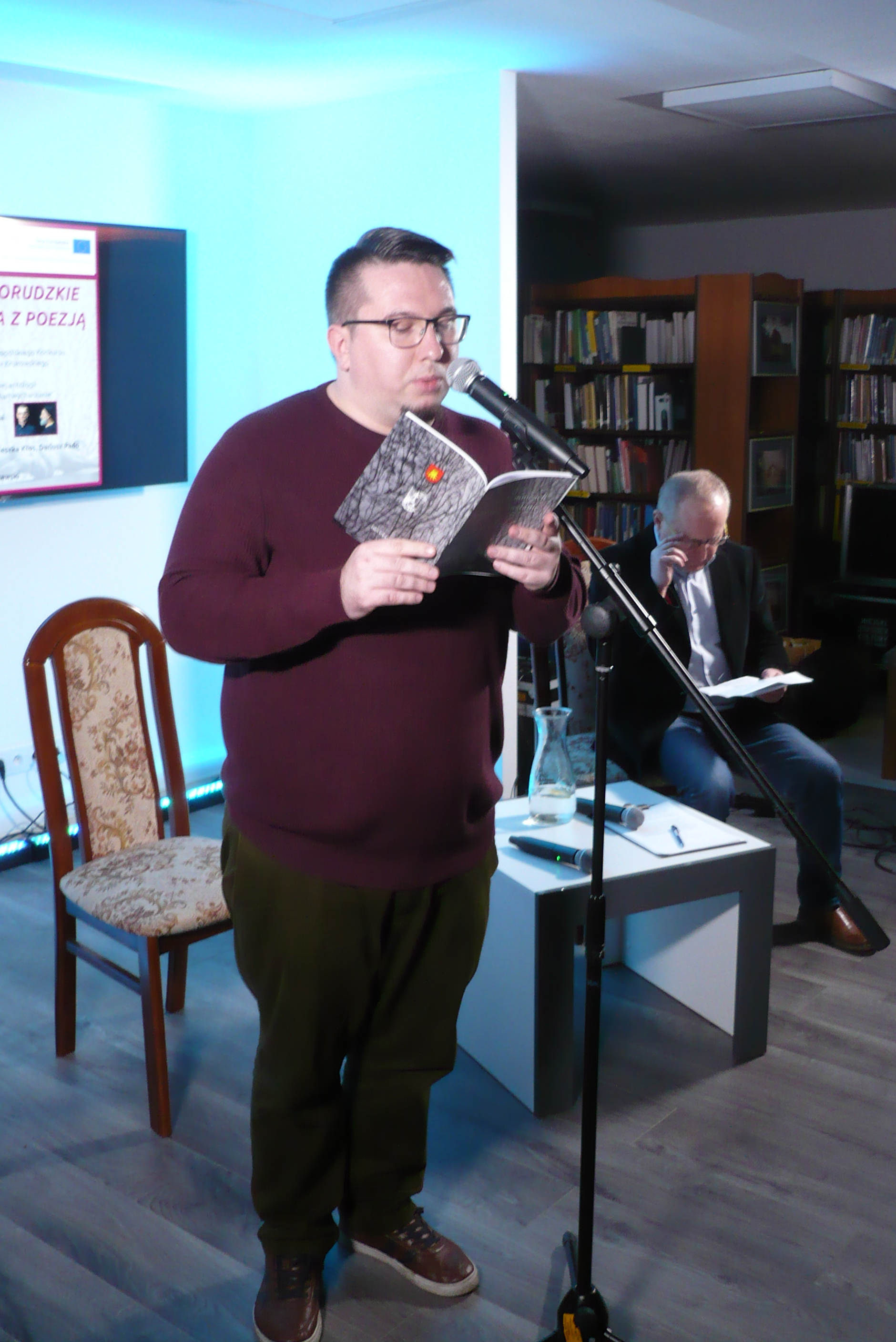
Dawid Zalewski, I nagroda (2022)
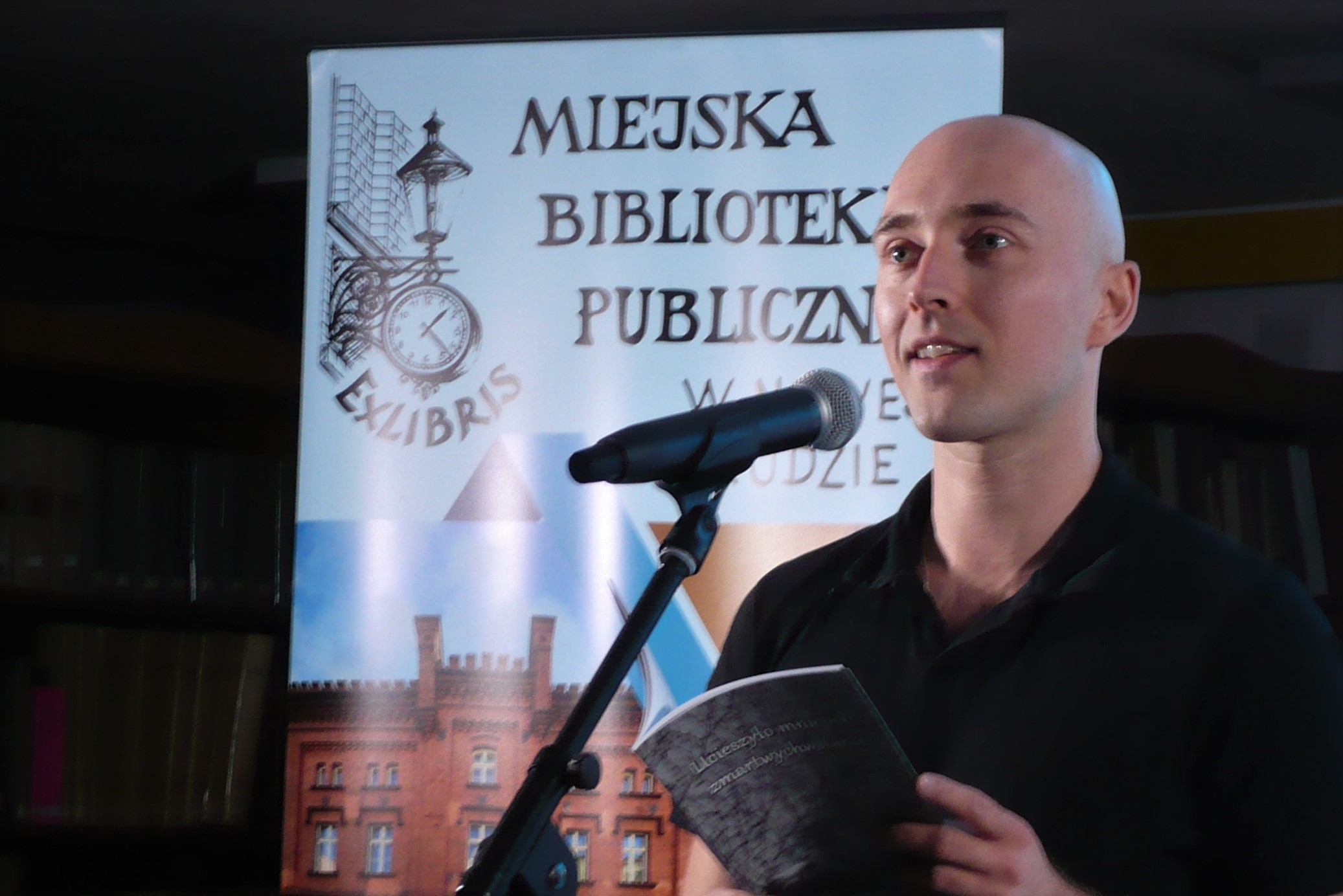
Kamil Plich, II nagroda (2022)
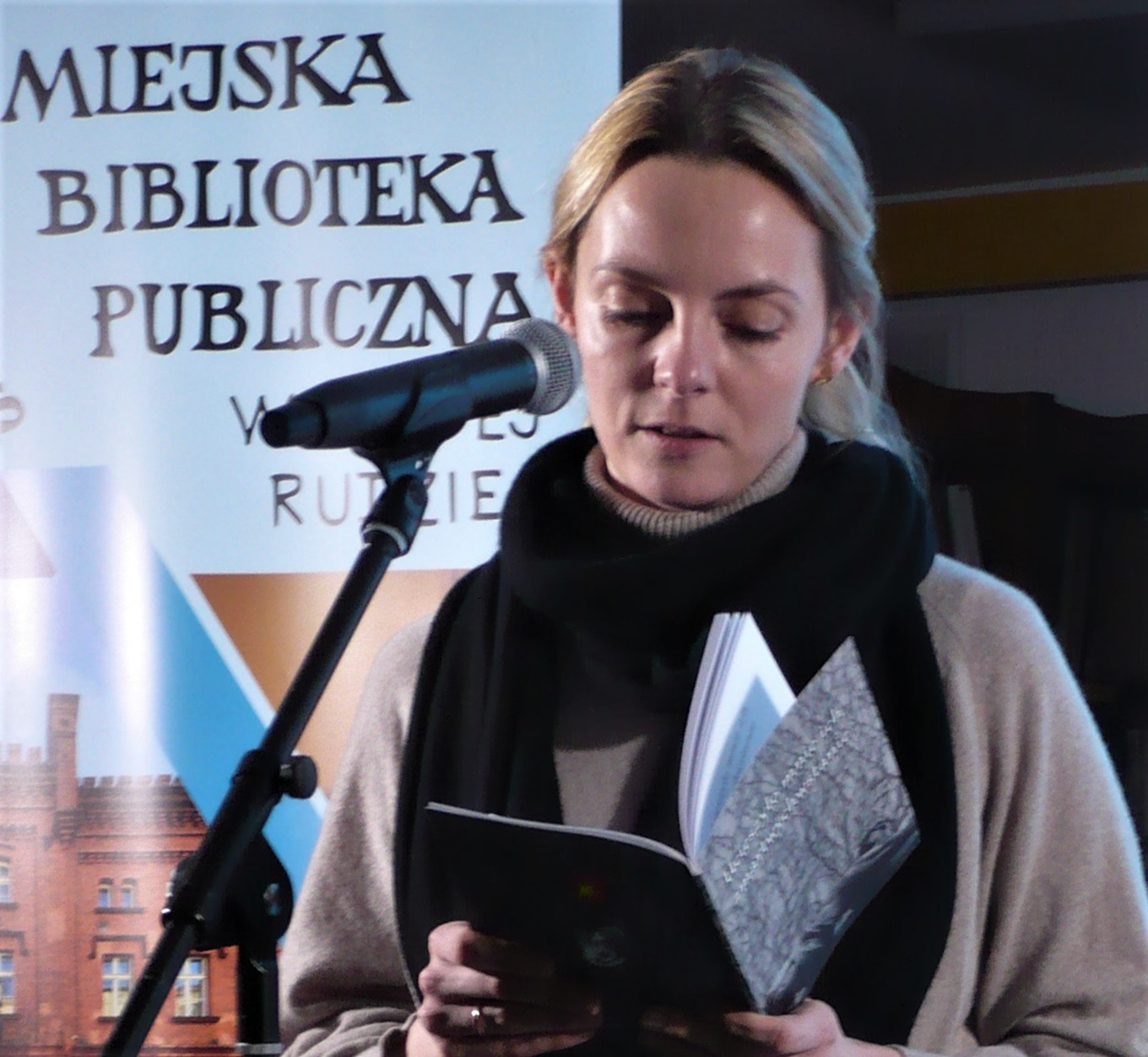
Anna Rosłaniec, III nagroda (2022)
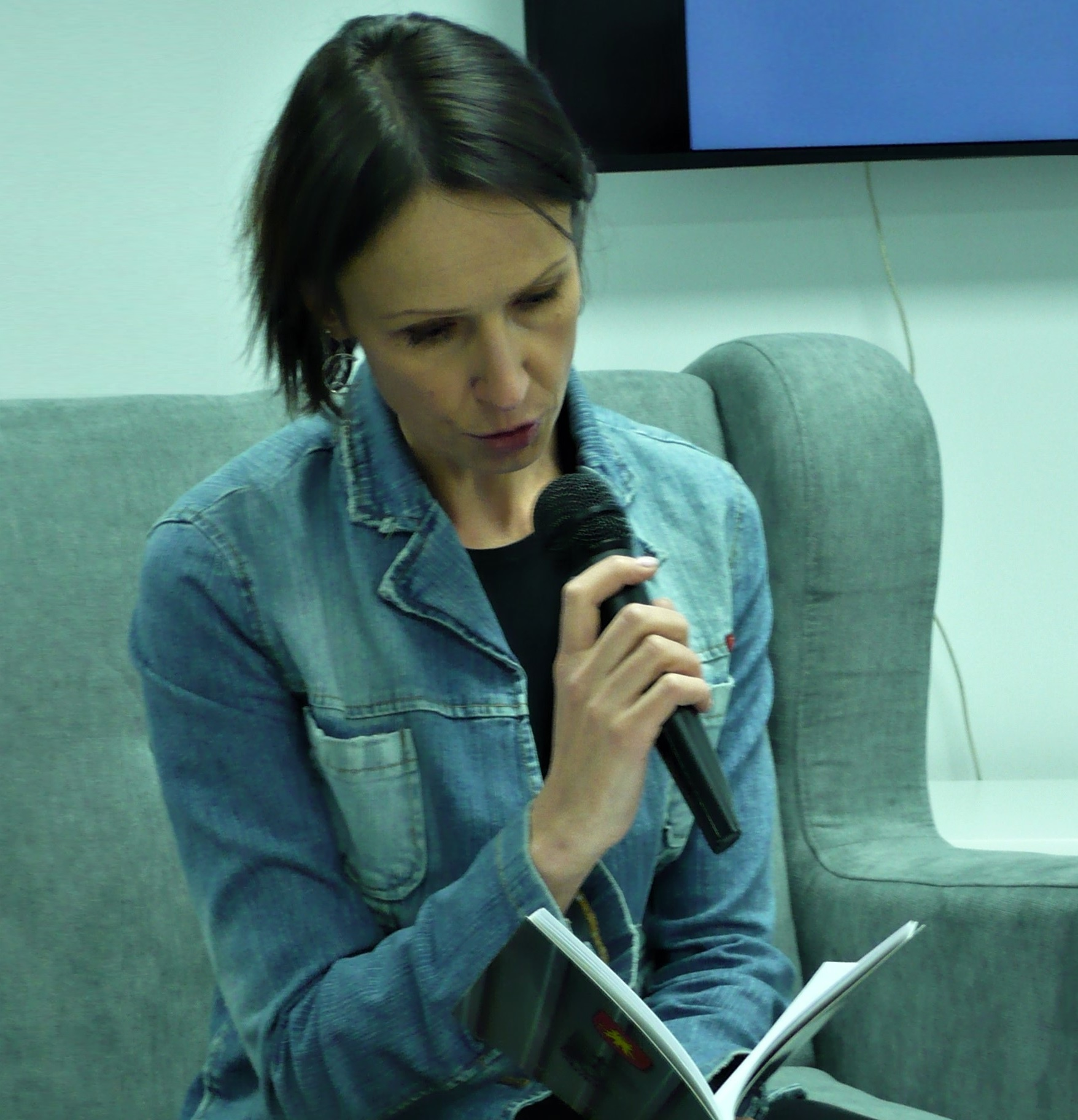
Marzena Jaworska, I nagroda (2023)